# Bois-de-Villers
Bois-de-Villers is een plaats en deelgemeente van de Belgische gemeente Profondeville.
Bois-de-Villers ligt in de provincie Namen en was tot 1 januari 1977 een zelfstandige gemeente.

## Demografische ontwikkeling
- Bronnen:NIS, Opm:1831 tot en met 1970=volkstellingen

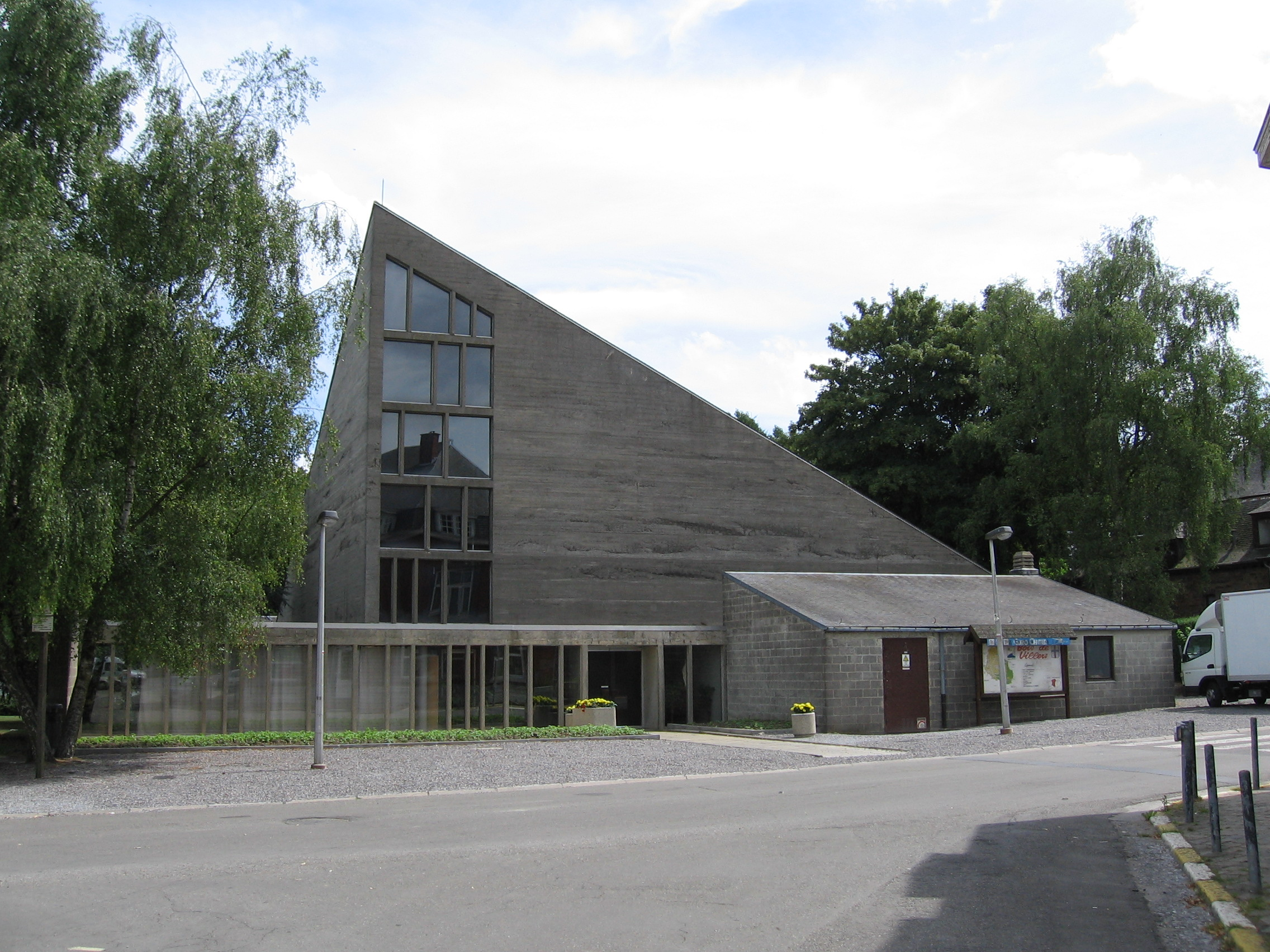
Kerk van St. Roch